# Paul Wennberg
Paul O. Wennberg é um professor de Química Atmosférica, Ciências Ambientais e Engenharia do Instituto de Tecnologia da Califórnia (Caltech) e diretor do Ronald and Maxine Linde Center for Global Environmental Science. Ele é presidente da Total Carbon Column Observing Network (TCCON) e membro fundador do projeto Orbiting Carbon Observatory, que criou a primeira sonda da NASA para análise de dióxido de carbono na atmosfera. Também é o principal investigador do Mars Atmospheric Trace Molecule Occultation Spectrometer (MATMOS), usado para investigar traços de gases na atmosfera de Marte.
A pesquisa de Wennberg foca na química atmosférica de planetas, incluindo a qualidade do ar, fotoquímica e o ciclo do carbono. Ele projeta e constrói instrumentos científicos de sensoriamento remoto e in situ, que são usados em investigações de campo apoiadas pela National Science Foundation e pela NASA. Seus instrumentos científicos tornaram possível medir radicais na atmosfera em concentrações que não podiam ser detectadas anteriormente. Ele mede os gases traço atmosféricos, possibilitando descrever com precisão a troca de dióxido de carbono e outros gases entre a atmosfera, a terra e o oceano. Sua pesquisa tem avançado substancialmente a compreensão da química atmosférica da troposfera e da estratosfera.

## Educação
Paul Wennberg cresceu em Waterbury Centre, Vermont. Obteve a sua graduação na Oberlin College, em 1985, e um Ph.D em Química Física da Universidade de Harvard em 1994. Em Harvard, ele trabalhou com James G. Anderson, professor de química atmosférica. A sua tese de doutorado foi Medidas In Situ de Hidroxil Estratosférico e Radicais Hidroperoxila.

## Carreira
Wennberg ingressou na Caltech em 1998. Foi professor associado de Química Atmosférica e Ciências da Engenharia Ambiental de 1998 a 2001, tornando-se professor titular em 2001. Em 2004, foi nomeado como o professor de Química Atmosférica e Ciências Ambientais e Engenharia da R. R. Stanton Avery. Wennberg foi associado com o Centro Ronald e Maxine Linde de Ciências Ambientais Globais na Caltech desde que foi estabelecido em 2008. Ele atuou como diretor de 2008 a 2011, diretor interino de 2012 a 2014 e diretor a partir de 2014.

## Pesquisa
Enquanto ainda estava em Harvard, Wennberg desenvolveu sensores aéreos avançados para medir radicais na atmosfera, em particular os radicais ímpares de hidrogênio OH e HO2. O instrumento de fluorescência induzida por laser que ele desenvolveu foi colocado no bico de uma aeronave NASA ER-2 para medir radicais durante o voo. Ele tem sido usado para medir radicais tanto na troposfera quanto na estratosfera.
O sensor de Wennberg foi usado em várias missões da NASA, começando com a missão SPADE em 1993. SPADE obteve as primeiras medições simultâneas in situ de OH, HO2, NO, NO2, ClO e BrO da estratosfera inferior. Os dados foram usados para calcular as taxas de perda de ozônio e mostraram que HOx dominou a perda de ozônio estratosférico, um resultado que não havia sido previamente observado. A missão ASHOE / MAESA da NASA (1994) realizou medições de HOx de latitudes de -70° S a 70° N, alcançando quase desde o pólo sul até o pólo norte. A missão STRAT (1995-1996) foi a primeira a registrar medições de HOx na alta troposfera e demonstrou que a concentração de HOx excedeu consideravelmente os níveis esperados. A missão POLARIS, em 1997, obteve medidas até a latitude de 90° N, no pólo Norte. A partir de 2004, o instrumento de Wennberg foi modificado para medições de vapor de água in situ e seu isotopólogo HDO, e se tornou a base do "Hoxotope" de Harvard. Desde a sua mudança para a Caltech, Wennberg tem estado profundamente envolvido em dois projetos interligados de longo prazo de instrumentação e coleta de dados: o Orbiting Carbon Observatory, e a sua contraparte em terra, a Rede de Observação de Colunas de Carbono Total. Os objetivos incluem uma melhor compreensão do ciclo do carbono, validação de dados de instrumentos espaciais e o estabelecimento de um padrão para coleta de dados em rede in situ em terra.
Em 2002, Wennberg foi eleito presidente da Rede de Observação de Colunas de Carbono Total (TCCON). Em 2004, o primeiro site do TCCON foi estabelecido. A Rede de Observação de Coluna de Carbono Total é um grupo de cerca de 20 locais baseados em terra em todo o mundo que hospedam espectrômetros de transformada de Fourier. Os espectrômetros examinam os espectros de absorção solar do infravermelho próximo (NIR) e medem as abundâncias das colunas atmosféricas de CO 2, CH 4, CO, N 2 O e outras moléculas em ecossistemas terrestres. Os dados permitem que os pesquisadores identifiquem e estudem "fontes" e "sumidouros" locais de carbono e agrupando dados em todo o sistema, para melhor compreender os mecanismos de troca de carbono que envolvem a atmosfera, a terra e o oceano. Os dados dos sites são usados para entender a dinâmica do carbono e para validar dados de medições baseadas no espaço de CO 2 atmosférico e CH 4. Ambos os dados terrestres e atmosféricos são usados para estudar a transferência de carbono na atmosfera. As emissões de metano do vazamento de gás do Canyon Aliso foram detectadas pelo TCCON dentro de um dia do início do vazamento. "A TCCON foi pioneira num elemento-chave das medições do segmento terrestre, necessárias para fornecer a base de evidências para a formulação de políticas para os próximos 100 anos." 
Wennberg é um membro fundador do Orbiting Carbon Observatory e seu sucessor, o Orbiting Carbon Observatory-2. O primeiro satélite não conseguiu se separar do foguete Orbital Taurus XL usado como veículo de lançamento em 24 de fevereiro de 2009 e foi destruído durante a reentrada. O segundo satélite, quase duplicado, foi lançado com sucesso pela NASA em 2 de julho de 2014 usando um foguete ULA Delta II 7320-10C. Espectrômetros no satélite podem mapear a distribuição de partículas de CO2 em em todo o planeta, medindo a quantidade média de CO2 acima de locais específicos.
Wennberg é o investigador principal para o desenvolvimento do Mars Atmospheric Trace Molecule Occultation Spectrometer (MATMOS), uma colaboração entre a Caltech e a Agência Espacial Canadense com o apoio da NASA. O MATMOS voará no ExoMars Trace Gas Orbiter e captará espectros da luz do sol através da atmosfera de Marte à medida que a espaçonave passar pelo seu nascer e pôr do sol orbital. O MATMOS será capaz de medir gases traços na atmosfera de Marte em concentrações de partes por trilhão.

## Prêmios e honras
Wennberg recebeu um Prêmio Presidencial de Carreira para Cientistas e Engenheiros (PECASE) em 1999, do presidente Bill Clinton. Ele foi nomeado MacArthur Foundation Fellow em 2002.